# Relations entre l'Arabie saoudite et le Qatar
Les relations entre l'Arabie saoudite et le Qatar, tendues lors des conquêtes d'Ibn Saoud puis apaisées après l'indépendance du Qatar en 1971, ont connu une rupture importante lors de l'avènement de l'émir du Qatar Hamad ben Khalifa Al Thani. Elles sont depuis marquées par une concurrence géopolitique et religieuse croissante.

## Histoire
Il faut attendre un accord maritime en 1868 pour que le Qatar soit reconnu comme une entité souveraine par les Britanniques, qui contrôlaient une grande partie du golfe Persique. Le milieu des années 1800 a vu l'émergence d'un siège centralisé du pouvoir sous la maison d'Al Thani. Cependant, jusqu'à la signature de l'accord de 1868, la propriété du Qatar a souvent changé de mains entre la maison Al Thani, les Saoudiens et la maison d'Al Khalifa, qui est la famille régnante de Bahreïn.
Quelque temps avant 1810, le dirigeant transitoire du Qatar Rahmah bin Jabir al-Jalahimah s'est allié aux Saoudiens, leur offrant une domination partielle sur le Qatar, y compris le droit de percevoir des impôts auprès des Qataris et l'adoption du salafisme comme forme dominante d'islam au Qatar. L'Al Khalifa de Bahreïn et le sultan de Mascate ont rasé les fortifications saoudiennes au Qatar et à Bahreïn en 1811, déplaçant effectivement la suzeraineté du Qatar des Saoudiens aux Al Khalifa. À cette époque, les Saoudiens impliqués dans une guerre interminable avec l'Empire ottoman à l'ouest, n'ont pas consacré beaucoup de troupes à la défense du Qatar et n'ont pas contesté la domination des Al Khalifa. Néanmoins, dans ces mêmes années, certaines tribus qataries ont prêté allégeance aux Saoudiens, préférant leur règne à celui des Al Khalifa. Cela a incité Al Khalifa à installer ses propres responsables gouvernementaux dans la péninsule qatari dans les années 1830 pour empêcher toute collaboration entre les Qataris et les Saoudiens.
Dans un premier temps, les deux monarchies absolues, qui partagent la même idéologie le wahhabisme, entretiennent des bonnes relations.
Jusqu'aux années 1990, le Qatar a suivi la ligne saoudienne en politique étrangère. Les deux pays étaient de fervents critiques du régime iranien de l'ayatollah Khomeini et d'Israël. L'Arabie saoudite et le Qatar étaient deux des six cofondateurs du Conseil de coopération du Golfe en 1981.

## L'arrivée au pouvoir de Hamad ben Khalifa Al Thani

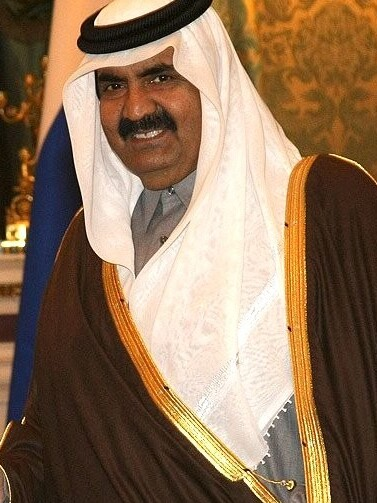
Hamad ben Khalifa Al Thani

En 1992, un conflit frontalier conduit à des accrochages armés entre les deux monarchies sunnites. 
L'arrivée au pouvoir de Hamad ben Khalifa Al Thani, qui dépose son père Khalifa ben Hamad al-Thani en 1995, radicalise les tensions. Déjà en tant que ministre de la Défense, il avait refusé l'entrée des troupes saoudiennes sur son territoire lors de la première guerre du Golfe en 1990 ce qui avait provoqué la colère de ces derniers. Ceux-ci tentent donc d'organiser un soulèvement en 1996 et le retour de Khalifa mais échouent. Au Yémen, en Iran, en Irak, la politique étrangère de l'émir Hamad semble alors « contrecarrer en tout point » celle des Saoudiens. Des projets de pipeline évitant l'Arabie saoudite sont alors mis au point par le Qatar. 
La création de la chaîne Al Jazeera en novembre 1996 par le Qatar accélère les tensions : la population saoudienne a accès à une chaîne où des opposants à la monarchie peuvent s'exprimer librement mais aussi des sujets considérés comme tabous comme la sexualité ou la liberté des femmes. Riyad interdit alors à ses régies publicitaires et à ses entreprises d'acheter des annonces dans cette chaîne pourtant très regardée. Dans les années 2000, la presse saoudienne dresse des portraits peu flatteurs de l'émir du Qatar et de sa politique, Al-Watan va même jusqu'à le traiter de « nabot ». 
En 2003, le Qatar obtient le transfert d'une importante base militaire américaine jusqu'alors implantée sur le sol saoudien.

## 2010: Le Printemps arabe et ses conséquences
Le Printemps arabe qui débute en décembre 2010 est l'occasion d'un nouvel affrontement. L'Arabie saoudite soutient les pouvoirs en place, le Qatar les révolutionnaires, en particulier les Frères musulmans, accueillant leur leader en exil Youssef al-Qaradâwî, que Riyad a classé comme organisation terroriste. Ainsi les deux États financent, arment et forment des mouvements politiques différents et parfois antagonistes en Tunisie, en Libye, en Égypte et en Syrie. 
Le politologue et « relais de la parole qatarie en France » Nabil Ennasri souligne en 2014 à quel point la fracture entre l'Arabie saoudite et le Qatar s'est creusée notamment dans leur appréhension respective des changements politiques survenus en Égypte. 
En mars 2014, l'Arabie saoudite, les Émirats arabes unis et le Bahreïn rappellent leurs ambassadeurs au Qatar pour protester contre le soutien de Doha à des « mouvements dont le but est de menacer leur sécurité et leur stabilité ».

## Juin 2017: nouvelle crise
Le 5 juin 2017, l'Arabie saoudite rompt ses relations diplomatiques avec le Qatar et ferme sa frontière avec l'émirat, accusé de « soutenir le terrorisme » sur la base de suspicions de liens avec Al-Qaïda, l'État islamique et les Frères musulmans, confrérie classée « terroriste » par l'Arabie Saoudite. L'autre point de discorde prend racine dans les relations qu'entretient le Qatar avec l'Iran chiite : le North Dome, plus gros gisement de gaz naturel du monde, se situe en effet à cheval entre les eaux territoriales des deux pays. Le Qatar demande une intervention de l'ONU contre l'Arabie saoudite pour ce qu'il qualifie de violation des droits de l’Homme ; la crise diplomatique étant accompagnée de l'expulsion des nationaux qataris du territoire saoudien, ce qui aurait pour effet de séparer certaines familles et d’empêcher des étudiants de passer leurs examens.
En septembre 2017, la police saoudienne lance une vague d'arrestations de responsables politiques, d'intellectuels, d’universitaires, de chercheurs ou d'écrivains avec pour chef d’accusation « le silence sur le Qatar » et la « non-participation à la campagne médiatique contre le Qatar ». Parmi les personnes arrêtées se trouve un conseiller du gouvernement saoudien, l'économiste Issam Al Zamel.
En juin 2018, l'Arabie saoudite menace le Qatar d'une « action militaire » si celui-ci acquiert le système de défense antiaérien S-400. Les importations d'armes au Qatar ont augmenté de 166 % entre 2013 et 2017 en comparaison de la période 2008-2012, et celles de l'Arabie saoudite de 225 %. En outre, les dépenses en lobbying du Qatar auprès de l'administration américaine ont triplé entre 2016 et 2018, pour atteindre 25 millions de dollars.
Cette crise se termine le 5 janvier 2021.